# Egoísmo ético
Na filosofia ética, o egoísmo ético é a posição normativa de que os agentes morais devem agir em seu próprio interesse. Ele difere do egoísmo psicológico, que afirma que as pessoas só podem agir em seu próprio interesse. O egoísmo ético também difere do egoísmo racional, que sustenta que é racional agir no interesse próprio. O egoísmo ético sustenta, portanto, que as ações cujas consequências beneficiarão quem as pratica são éticas.
O egoísmo ético contrasta com o altruísmo ético, que sustenta que os agentes morais têm a obrigação de ajudar os outros. Tanto o egoísmo quanto o altruísmo contrastam com o utilitarismo ético, que sustenta que um agente moral deve tratar a si mesmo (também conhecido como o sujeito) sem maior consideração do que tem pelos outros (como faz o egoísmo, ao elevar os interesses próprios e "o eu" a um status não concedido aos outros). Mas também sustenta que a pessoa não é obrigada a sacrificar seus próprios interesses (como faz o altruísmo) para ajudar os interesses dos outros, desde que seus próprios interesses (ou seja, seus próprios desejos ou bem-estar) sejam substancialmente equivalentes aos interesses e ao bem-estar dos outros, mas que eles tenham a opção de fazer isso. O egoísmo, o utilitarismo e o altruísmo são todas formas de consequencialismo, mas o egoísmo e o altruísmo contrastam com o utilitarismo, pois o egoísmo e o altruísmo são formas de consequencialismo focadas no agente (ou seja, focadas no sujeito ou subjetivas). Entretanto, o utilitarismo é considerado neutro em relação ao agente (ou seja, objetivo e imparcial): ele não trata os próprios interesses do sujeito (ou seja, do eu, do "agente" moral) como sendo mais ou menos importantes do que os interesses, desejos ou bem-estar dos outros.
No entanto, o egoísmo ético não exige que os agentes morais prejudiquem os interesses e o bem-estar dos outros ao fazer uma deliberação moral; por exemplo, o que é do interesse próprio de um agente pode ser incidentalmente prejudicial, benéfico ou neutro em seu efeito sobre os outros. O individualismo permite que o interesse e o bem-estar dos outros sejam desconsiderados ou não, desde que o que for escolhido seja eficaz para satisfazer o interesse próprio do agente. O egoísmo ético também não implica necessariamente que, ao buscar o interesse próprio, deve-se sempre fazer o que se quer fazer; por exemplo, a longo prazo, a satisfação de desejos de curto prazo pode ser prejudicial para o indivíduo. O prazer fugaz, portanto, fica em segundo plano em relação à eudaimonia prolongada. Nas palavras de James Rachels, "O egoísmo ético (...) endossa o egoísmo, mas não endossa a tolice".

O egoísmo ético é frequentemente usado como base filosófica para apoiar o libertarianismo de direita e o anarquismo individualista. Essas são posições políticas baseadas em parte na crença de que os indivíduos não devem impedir coercitivamente que outros exerçam a liberdade de ação.

## Formas
O egoísmo ético pode ser amplamente dividido em três categorias: individual, pessoal e universal. Um egoísta ético individual sustentaria que todas as pessoas deveriam fazer tudo o que beneficiasse o "meu" (do indivíduo) interesse próprio; um egoísta ético pessoal sustentaria que eles deveriam agir de acordo com seu interesse próprio, mas não faria nenhuma reivindicação sobre o que qualquer outra pessoa deveria fazer; um egoísta ético universal argumentaria que todos deveriam agir de maneira que fosse de seu interesse próprio.

## Histórico
O egoísmo ético foi introduzido pelo filósofo Henry Sidgwick em seu livro The Methods of Ethics, escrito em 1874. Sidgwick comparou o egoísmo com a filosofia do utilitarismo, escrevendo que, enquanto o utilitarismo buscava maximizar o prazer geral, o egoísmo se concentrava apenas na maximização do prazer individual.
Filósofos anteriores a Sidgwick também foram identificados retroativamente como egoístas éticos. Um exemplo antigo é a filosofia de Yang Zhu (século IV a.C.), o Yangismo, que considera wei wo, ou "tudo para mim", como a única virtude necessária para o autocultivo. Filósofos gregos antigos, como Platão, Aristóteles e os estóicos, eram expoentes da ética da virtude e "não aceitavam o princípio formal de que, qualquer que seja o bem, devemos buscar apenas o nosso próprio bem ou preferi-lo ao bem dos outros". Entretanto, as crenças dos cirenaicos foram chamadas de uma "forma de hedonismo egoísta", e, embora alguns se refiram ao hedonismo de Epicuro como uma forma de ética da virtude, outros argumentam que sua ética é mais adequadamente descrita como egoísmo ético.

## Justificativas
O filósofo James Rachels, em um ensaio que leva como título o nome da teoria, descreve os três argumentos mais comumente apresentados em seu favor:
- "O primeiro argumento", escreve Rachels, "tem diversas variações, cada uma sugerindo o mesmo ponto geral:[13]
  - "Cada um de nós está intimamente familiarizado com nossos próprios desejos e necessidades individuais. Além disso, cada um de nós está em uma posição única para buscar esses desejos e necessidades de forma eficaz. Ao mesmo tempo, conhecemos os desejos e as necessidades dos outros apenas de forma imperfeita e não estamos bem situados para buscá-los. Portanto, é razoável acreditar que, se nos propuséssemos a ser 'guardiões de nosso irmão', muitas vezes estragaríamos o trabalho e acabaríamos fazendo mais mal do que bem".[4][4]
  - Dar caridade a alguém é degradar essa pessoa, pois implica que ela depende dessa generosidade e é incapaz de cuidar de si mesma. "É por isso", avalia Rachels, "que os beneficiários da 'caridade' muitas vezes ficam ressentidos em vez de agradecidos".[14]
- O altruísmo, em última análise, nega o valor do indivíduo e, portanto, é destrutivo tanto para a sociedade quanto para seus componentes individuais, vendo a vida meramente como uma coisa a ser sacrificada. A filósofa Ayn Rand escreveu que, "se um homem aceita a ética do altruísmo, sua primeira preocupação não é como viver sua vida, mas como sacrificá-la".[15] Além disso, "o princípio básico do altruísmo é que o homem não tem o direito de existir por si mesmo, que o serviço aos outros é a única justificativa para sua existência e que o autossacrifício é seu maior dever moral, virtude ou valor." Em vez disso, ela escreve: "o propósito da moralidade é ensiná-lo, não a sofrer e morrer, mas a se divertir e viver".[16]
- Todos os nossos deveres morais comumente aceitos, desde não fazer mal aos outros até falar sempre a verdade e cumprir promessas, estão enraizados no princípio fundamental do interesse próprio.
- Observou-se, no entanto, que o próprio ato de comer (especialmente quando há outras pessoas passando fome no mundo) é um ato de discriminação de interesse próprio. Egoístas éticos, como Rand, que reconhecem prontamente o valor (condicional) dos outros para um indivíduo e que endossam prontamente a empatia pelos outros, argumentaram exatamente o contrário de Rachels, que é o altruísmo que discrimina: "Se a sensação de comer um bolo é um valor, então por que é uma indulgência imoral em seu estômago, mas uma meta moral para você alcançar no estômago dos outros?".[17] Portanto, é o altruísmo que é uma posição arbitrária, de acordo com Rand.

## Crítica
Tem-se argumentado que o egoísmo ético extremo é autodestrutivo. Diante de uma situação de recursos limitados, os egoístas consumiriam o máximo de recursos que pudessem, piorando a situação geral para todos. Os egoístas podem responder que, se a situação se tornar pior para todos, isso incluiria o egoísta, portanto, não é, de fato, do interesse racional deles levar as coisas a tais extremos. No entanto, a tragédia dos comuns (não regulamentada) e o dilema do prisioneiro (único) são casos em que, por um lado, é racional para um indivíduo procurar tomar o máximo possível, mesmo que isso torne as coisas piores para todos e, por outro lado, esses casos não são autodestrutivos, pois esse comportamento permanece racional, mesmo que, em última análise, seja autodestrutivo, ou seja, autodestrutivo não implica autodestrutivo. Os egoístas podem responder que uma tragédia dos bens comuns, no entanto, pressupõe algum grau de terra pública. Ou seja, um bem comum que proíbe a apropriação de terras exige regulamentação. Assim, um argumento contra a tragédia dos bens comuns, nesse sistema de crenças, é fundamentalmente um argumento a favor dos direitos de propriedade privada e do sistema que reconhece tanto os direitos de propriedade quanto o autointeresse racional - o capitalismo. De forma mais geral, os egoístas podem dizer que um respeito cada vez maior pelos direitos individuais permite exclusivamente o aumento da criação de riqueza e o aumento dos recursos utilizáveis, apesar de uma quantidade fixa de matérias-primas (por exemplo, o Ocidente pré-1776 versus pós-1776, a Alemanha Oriental versus Ocidental, Hong Kong versus China continental, Coreia do Norte versus Coreia do Sul etc.).
No entanto, não está claro como aplicar um modelo de propriedade privada a muitos exemplos de "bens comuns". Os exemplos incluem grandes pescarias, a atmosfera e o oceano.
Alguns problemas talvez decisivos com o egoísmo ético foram apontados.
Um deles é que um egoísta ético não gostaria que o egoísmo ético fosse universalizado: como seria do interesse próprio do egoísta que os outros agissem de forma altruísta em relação a ele, ele não gostaria que eles agissem de forma egoísta; no entanto, isso é o que ele considera moralmente obrigatório. Seus princípios morais exigiriam que os outros não os seguissem, o que pode ser considerado autodestrutivo e leva à pergunta: "Como o egoísmo ético pode ser considerado moralmente obrigatório se seus defensores não querem que ele seja aplicado universalmente?"
Outra objeção (por exemplo, de James Rachels) afirma que a distinção que o egoísmo ético faz entre "você mesmo" e "o resto" - exigindo que os interesses de "você mesmo" sejam considerados mais importantes - é arbitrária, pois não há justificativa para isso; considerando que os méritos e desejos de "o resto" são comparáveis aos de "você mesmo", embora não haja uma distinção justificável, Rachels conclui que "o resto" deve receber a mesma consideração moral que "você mesmo".

## Proponentes notáveis
O termo egoísmo ético foi aplicado retroativamente a filósofos como Bernard Mandeville e a muitos outros materialistas de sua geração, embora nenhum deles tenha se declarado egoísta. Observe que o materialismo não implica necessariamente em egoísmo, conforme indicado por Karl Marx e por muitos outros materialistas que adotaram formas de coletivismo. Tem-se argumentado que o egoísmo ético pode se prestar ao anarquismo individualista, como o de Benjamin Tucker, ou a combinação de anarco-comunismo e egoísmo de Emma Goldman, ambos proponentes de muitas ideias egoístas apresentadas por Max Stirner. Nesse contexto, o egoísmo é outra forma de descrever o senso de que o bem comum deve ser desfrutado por todos. Entretanto, os anarquistas mais notáveis da história foram menos radicais, mantendo o altruísmo e um senso da importância do indivíduo que é apreciável, mas não chega ao egoísmo. As tendências recentes de maior valorização do egoísmo no anarquismo tendem a vir de direções menos clássicas, como a anarquia pós-esquerda ou o situacionismo (por exemplo, Raoul Vaneigem). O egoísmo também foi mencionado por anarco-capitalistas, como Murray Rothbard.
O filósofo Max Stirner, em seu livro O Único e a Sua Propriedade, foi o primeiro filósofo a se autodenominar egoísta, embora seus escritos deixem claro que ele não desejava uma nova ideia de moralidade (egoísmo ético), mas sim uma rejeição da moralidade (amoralismo), como um "fantasma" inexistente e limitador; por isso, Stirner foi descrito como o primeiro anarquista individualista. Outros filósofos, como Thomas Hobbes e David Gauthier, argumentaram que os conflitos que surgem quando as pessoas buscam seus próprios fins podem ser resolvidos para o melhor de cada indivíduo somente se todos renunciarem voluntariamente a alguns de seus objetivos - ou seja, o interesse próprio de cada um é geralmente melhor perseguido quando se permite que os outros também busquem seus interesses próprios, de modo que a liberdade seja igual entre os indivíduos. Sacrificar o interesse próprio de curto prazo para maximizar o interesse próprio de longo prazo é uma forma de "interesse próprio racional", que é a ideia por trás da defesa do egoísmo ético pela maioria dos filósofos. Os egoístas também argumentam que os interesses reais de uma pessoa não são imediatamente óbvios e que a busca do interesse próprio envolve mais do que a mera aquisição de algum bem, mas a maximização das chances de sobrevivência e/ou felicidade.
O filósofo Friedrich Nietzsche sugeriu que o comportamento egoísta ou de "afirmação da vida" estimula a inveja ou o "ressentimento" nos outros, e que esse é o motivo psicológico do altruísmo no cristianismo. O sociólogo Helmut Schoeck também considerou a inveja como o motivo dos esforços coletivos da sociedade para reduzir os ganhos desproporcionais de indivíduos bem-sucedidos por meio de restrições morais ou legais, sendo o altruísmo o principal deles. Além disso, Nietzsche (em Para além do bem e do mal) e Alasdair MacIntyre (em After Virtue) destacaram que os gregos antigos não associavam a moralidade ao altruísmo da mesma forma que a civilização ocidental pós-cristã. A visão de Aristóteles é que temos deveres para com nós mesmos, bem como para com outras pessoas (por exemplo, amigos) e para com a polis como um todo. O mesmo se aplica a Tomás de Aquino, Christian Wolff e Immanuel Kant, que afirmam que há deveres para com nós mesmos, como fez Aristóteles, embora tenha sido argumentado que, para Aristóteles, o dever para consigo mesmo é primordial.
Ayn Rand argumentou que há uma harmonia positiva de interesses entre seres humanos livres e racionais, de modo que nenhum agente moral pode coagir racionalmente outra pessoa de forma consistente com seu próprio interesse pessoal de longo prazo. Rand argumentou que as outras pessoas são de enorme valor para o bem-estar de um indivíduo (por meio da educação, do comércio e do afeto), mas também que esse valor só poderia ser plenamente realizado em condições de liberdade política e econômica. De acordo com Rand, somente o comércio voluntário pode garantir que a interação humana seja mutuamente benéfica. Leonard Peikoff, aluno de Rand, argumentou que a identificação dos próprios interesses é impossível sem o uso de princípios, e que o interesse próprio não pode ser perseguido de forma consistente sem uma adesão consistente a determinados princípios éticos. Recentemente, a posição de Rand também foi defendida por autores como Tara Smith, Tibor Machan, Allan Gotthelf, David Kelley, Douglas Rasmussen, Nathaniel Branden, Harry Binswanger, Andrew Bernstein e Craig Biddle.
O filósofo David L. Norton se identificou como um "individualista ético" e, assim como Rand, viu uma harmonia entre a fidelidade de um indivíduo à sua própria autorrealização, ou "destino pessoal", e a conquista do bem-estar da sociedade.